# Praemallaspis batesi
Praemallaspis batesi är en skalbaggsart som först beskrevs av Auguste Lameere 1909.  Praemallaspis batesi ingår i släktet Praemallaspis och familjen långhorningar. Inga underarter finns listade i Catalogue of Life.